# スーパーマリオ 3Dワールド
『スーパーマリオ 3Dワールド』（スーパーマリオ スリーディーワールド、英: Super Mario 3D World）は、任天堂がWii U向けに2013年11月21日に発売したアクションゲームである。
2021年2月12日に追加要素を加えた『スーパーマリオ 3Dワールド ＋ フューリーワールド』がNintendo Switch用ソフトとして発売。

## 概要
『スーパーマリオ 3Dランド』（以下「前作」）の続編として企画され、前作と同じ制作チームによって開発されたゲームソフトである。「誰でも遊べる3Dマリオのスタンダード」の前作を、大幅にパワーアップさせている。
『New スーパーマリオブラザーズ Wii』のように、協力プレイが可能。ネコマリオやほうだいボックスを始めとする新パワーアップや新アイテム、自由に歩き回れるワールドマップ、集めてMiiverseで使うことができる「ハンコ」など、前作に加え様々な新要素が追加されている。
BGMは『スーパーマリオギャラクシー』シリーズ同様に生演奏が使用されている。ただし『ギャラクシー』が宇宙の壮大さを表現するためにオーケストラで演奏されていたのに対して、『3Dワールド』では従来のマリオシリーズのポップなラテン系の世界観を表現するためにビッグバンドにより演奏されている。
また『マリオブラザーズ』のキャラクターをどちらもルイージに変更した『ルイージブラザーズ』を隠し要素として収録している。

## ゲーム内容
本作のゲームレベルは前作に似ており、スーパーマリオシリーズの3Dゲームの自由な移動と、タイマーやレベル最後の旗ポールなど2D横スクロールゲームの要素を組み合わせたゲームプレイである。プレイヤーは最大4人で同時に操作可能で、選択できるキャラクターはマリオ、ルイージ、ピーチ姫、キノピオ、そしてアンロック可能なロゼッタである。これらのキャラクターは『スーパーマリオUSA』での登場時と同様に、個々に異なる能力と操作感が設定されている。マリオは走行速度とジャンプ力が平均的、ルイージはジャンプ力が高く落下が遅いが、やや滑りやすい。ピーチ姫はジャンプ後に一時的に空中浮遊が可能だが、移動速度が遅い。キノピオは最速の走行速度を持つが、ジャンプ力が低く落下が速い。ロゼッタはスーパーマリオギャラクシーシリーズで登場したスピン攻撃を使用可能だが、最も遅い走行速度を持つ。プレイヤーはゲーム開始前にこれら5人の中から自由にキャラクターを選択できる。最大4人で同じレベルを同時に探索し、共有の残機プールを管理しながらプレイする。また、プレイヤー同士で互いを持ち上げたり、運んだり、投げたりすることも可能である。
各レベルはワールドマップを通じてアクセス可能で、アイテムやコインを入手するための隠しエリアも存在する。各レベルには収集可能なグリーンスターが3つあり、一部のレベルにアクセスするために必要となる。また、各メインレベルには「スタンプ」が隠されており、これは現在サービスが終了したオンラインコミュニティMiiverseで、手書き投稿に使用されていた。プレイヤーは他のプレイヤーによるメッセージをワールドマップ上やレベルクリア後に閲覧することができるほか、「Miiゴースト」という他のプレイヤーのプレイ記録をダウンロードすることも可能である。これらのゴーストと競争することもでき、コインや残機といったアイテムが得られる場合がある。さらに、キャプテントードやミステリーハウス、チャレンジレベルで追加のグリーンスターを獲得することもできる。
『ルイージブラザーズ』は、本作に隠し要素として収録されたレトロアクションゲーム。ゲーム内容は『マリオブラザーズ』を基にしている。ゲーム中に特定条件を満たすとプレイ可能になるほか、『New スーパールイージ U』のセーブデータがあれば最初から遊ぶことができる。

## ストーリー
あるお祭りが行われていた夜のこと、マリオ、ルイージ、ピーチ、キノピオの4人がピーチ城の外を散歩していると、道の途中で透明で綺麗な土管を見つける。傾いていたので修理すると、詰まっていたのか突然中から沢山のアイテムのようなものと、緑色のようせい姫が飛び出してきた。
そのようせい姫が言うには、またもやクッパが悪事を働き、他のようせい姫が捕らえられてしまったという。その直後、透明な土管からクッパが飛び出してきて、最後のようせい姫を捕まえて瓶詰めにし、あっという間に再び土管の中へ消えてしまった。さらわれたようせい姫を追ってピーチが真っ先に土管へ入って行き、それを追いかけて残りのマリオ達も次々と土管へ入っていく。その奥に広がっていたのは、新たに冒険することとなる見たことのない世界だった。

## キャラクター

### プレイヤーキャラクター
マリオ
声 - チャールズ・マーティネー
シリーズの主人公。全ての能力が平均的。
ルイージ
声 - チャールズ・マーティネー
マリオの双子の弟。ジャンプ力が高い代わりに、あまりブレーキが利かない。
ピーチ
声 - サマンサ・ケリー
キノコ王国の姫。固有能力として、ジャンプでふわふわと飛ぶことができる。
キノピオ
キノコ王国の臣下。足が速い代わりにジャンプの滞空時間が短く、遠くの足場まで届きにくい。
ロゼッタ
声 - ローラ・フェイ・スミス
隠しキャラクター。固有能力として攻撃に使え、ジャンプの補助にもなる「スピン」を持つ。ただし、パワーアップ中はスピンを使えなくなる。
本作からローラ・フェイ・スミスが声を担当する。
キノピオ隊長
「キノピオ探検隊」の隊長格。今作では単独で登場し、「キノピオ隊長の冒険」コースにて操作することができる。重いリュックを背負っているため、ダッシュやジャンプが出来ない。
他にも一部のステージで登場。助けるとグリーンスターなどをもらえる場所もあり、暫くタッチしていればコインを貰える。

### NPC
ようせい姫
声 - 佐々木日菜子（緑、青、紫、赤）、悠木碧（黄色、オレンジ、水色）
ようせいの国に住む姫。クッパに瓶詰めにされ、最後に残った緑がマリオたちに助けを求めるも結局捕らえられてしまった。真ん中に金の縁があしらわれたブローチが付いたボレロにスカート状のドレスを着用している。全員で7人おり、それぞれ色や髪型が異なる。赤以外を助けたり、エンディングを迎えてからワールド1にある集合現場へ向かうと、工具を取り出し次のワールドへのとうめい土管やワールドスターへのシャトルを設置してくれる。サウンドトラックのイラストでは持っている楽器が異なっている。ゲーム内において明確な性格は描写されてはいないが、アートワークやハンコ、サウンドトラックのイラストからは下記の通り、それぞれ把握できるようになっている。
プレッシー
特定のコースに登場するオレンジ色の恐竜で、背中に乗ってステージを進むことができる。ヨッシーとドッシーを合わせたような姿をしている。エンディングでは、キノコ王国へ帰るマリオたちを見送りながら手を振っていた。ワールドクラウン-クラウン「ファイナル！チャンピオンシップロード」ではゴール手前でマリオたちを出迎えている。
Switch版『フューリーワールド』でも登場し、ストーリーにおいて重要な役割を担う。
ウサギ
妖精の国に住む動物。特定のコースに登場する。グリーンスター（一部の個体はアイテムやコイン）を持っており、マリオたちが近づくと逃げるが、捕まえると手に入れることができる。巨大キノコや多量のコインを持つ巨大な個体も登場するが、動作は通常のウサギと変わらない。エンディングでは、キノコ王国へ帰るマリオたちを走りながら見送った。ワールドクラウン-クラウン「ファイナル！チャンピオンシップロード」ではゴール手前でマリオたちを出迎えている。
Switch版『フューリーワールド』にも登場。
プンプン
カメ族。列車ステージのボス。分身して手裏剣を投げる（本体が持つ手裏剣はピンク）。
Switch版『フューリーワールド』にも登場。
ブンブン
カメ族。砦ステージのボス。腕を回転させて攻撃するほか、透明化して姿が見づらくなる。
Switch版『フューリーワールド』にも登場。
クッパ
カメ族の首領で悪の大魔王。今回はようせい姫たちをさらい、手下たちとともにようせいの国を侵略する。彼とのボス戦には必ずグリーンスターを集めないと挑めず、自家用車に乗り込んでマリオたちの行く手を阻み、クッパランドではスーパーベルでネコクッパに変身し、更にダブルチェリーで5体に分身して決戦を挑んでくる。エンディングでは妖精を入れていた瓶に自分が閉じ込められ狭そうにしている。
Switch版『フューリーワールド』でも登場。巨大化したうえ真っ黒になってしまっている。

## 開発
本作の開発はスーパーマリオ 3Dランドの発売直後に始まり、任天堂東京制作部がプロジェクトを主導し、1-UPスタジオが開発支援を行った。スタッフは約100名であり、プロデューサーの小泉歓晃を含むメンバーが付箋にゲームのアイデアを書き、それらをスタジオの壁に貼り出してアイデアを収集した。チームによって承認された案はゲーム内に実装され、テストが行われた。共同ディレクターの元倉健太は「開発中には膨大なアイデアを議論しては破棄した。紙の上でアイデアの良し悪しを判断するのは難しいこともある。そのような場合には実際にゲーム内で試す。もし楽しいと感じなければ、最終的な製品には採用しない。このような理由でコースデザインでは多くの試行錯誤があった」と述べている。共同ディレクターの林田宏一は、本作は『New スーパーマリオブラザーズ』のファン層およびスーパーマリオ 3Dランドの事実上の続編として位置付けられるWii U向けゲームとして意図されていたと述べている。  
本作のマルチプレイ機能の実装は困難を極めた。4人のプレイヤー全員が同時にカメラに対応でき、誰も「置き去りにされている」と感じないようにすることが目標であったとされる。元倉はゲームの設計について「非常に直感的で簡単にアクセスできる」ことを目指したと語り、「プレイヤーがテキストを多く読む必要もなく、難しい操作に悩まなくても、一人でも複数人でもステージを楽しみながらクリアできるように設計している」と述べた。小泉は、チームが「広大な環境をさらに楽しめるようにする要素を全力で盛り込んだ」と述べている。  
ゲームの猫のコスチュームに関するアイデアは開発初期に考案され、攻撃アクションを導入し、壁を登る能力を追加し、初心者プレイヤーが障害物を克服する手助けをする目的で実装された。「マリオができるさまざまなアクションを考えながら進めていくと、猫は誰もが知っている完璧な動物であることがわかった」と、元倉はIGNのインタビューで語っている。  
パワーアップに関して元倉は、初心者プレイヤーの体験における難易度とゲームの「楽しさ」をバランスさせるためのプロセスが含まれていると述べている。また、クラシックなパワーアップを「新しい」形で使う方法を導入したいと考えており、例えばファイアフラワーを透明な土管で使えるようにすることなどが挙げられると語っている。
本作の「ダブルチェリー」（プレイヤーキャラクターをクローンする機能）の着想は、開発終盤にレベルデザイナーが誤ってマリオのキャラクターモデルをレベル内に追加コピーしたことから生まれた。2体の同じキャラクターが存在してもゲームがクラッシュしなかったことが確認され、さらに両方を同時に操作できることが開発チームを喜ばせた。この機能は急遽最終版のゲームに組み込まれた。元倉はこの機能がシングルプレイヤーにおいても「マルチプレイヤー要素の一部を再現する助け」として設計されていると語った。
自由に探索可能なワールドマップを採用する決定は「非常に重要な要素」であり、チームにさらなる「自由度」を与え、高難易度ステージの配置が容易になった。「ワールドマップ内では、一つのワールド内に多様な体験を取り入れることができる。ワールドマップで自由な形式の要素をさらに強調したいと考えた」と元倉は述べた。
林田によれば、ピーチは当初プレイアブルキャラクターとして予定されていなかったが、プロデューサーの小泉がその追加を提案した。小泉はPolygonのインタビューで、女性キャラクターの表現を強調するためであると説明した。「マリオゲームはこれまで男性キャラクターを多く描写してきた。女性キャラクターよりも多いかもしれない。だからこそ、プレイ可能な女性キャラクターを登場させることができたのは非常に嬉しいことだ」と語った。宮本茂は「猫の女性キャラクターにはセクシーな一面があるので、猫のピーチがどのように見えるか見てみたかった（笑）」とコメントした。さらに小泉は「彼女（ピーチ）がマルチプレイの際に競争感を増す役割を果たしていると思う。プレイヤーが自分の性格や好みに応じて異なるキャラクターを選ぶことで楽しめるようにした」と語った。
同様に、ロゼッタも後にプレイヤーキャラクターとして追加された。元倉は「エンディング後に喜ばれる要素を考えており、ピーチに加えてもう一人の女性キャラクターを登場させたかった。ロゼッタはスーパーマリオギャラクシーのファンの間で人気があり、最近では『マリオカート』にも登場していたので知名度が高いと考えた」と述べた。なお、ヨッシーも一時採用が検討されたが、ピーチの浮遊、パックンフラワーの噛みつき、プッシーの乗り物機能（他のキャラクター3人を同時に乗せられる）など、他のキャラクターやアイテムの動作と類似している点が多かったため却下された。
小泉によれば、本作ではスーパーマリオ 3Dランドに似たステレオスコピック3D機能の実装も計画されていたが、3Dグラスを用いるマルチプレイの懸念から断念された。また、宮本茂は「最初から3Dワールドと呼ぶ強い思いがチームにあった」と述べた。

### 音楽
ゲームのサウンドトラックは横田真人（サウンドディレクターも担当）、峰岸透、近藤浩治、岩田恭明によって作曲され、ジャズ音楽からインスピレーションを得て結成された「マリオ3Dワールド・ビッグバンド」によって演奏された。横田は「生演奏の曲が当然多い」と述べ、「トランペットやサックスなどのホーンセクションを活用し、大きなバンド感のあるアレンジをしている」と語った。また、ゲームの新しい作曲に加え、『スーパーマリオブラザーズ2』などのゲームの新しいアレンジも収録されている。  
音楽制作において、横田はゲームの猫のテーマに合わせた「楽しく、エネルギッシュな」曲を手掛けたと述べており、一部には猫の鳴き声である「ニャー」を模倣したようなエレキギターやトロンボーンのフレーズが含まれている。スーパーマリオギャラクシーおよびその続編の作業を経て、横田はサウンドトラックの目標の 1 つは、3Dワールドの舞台が主に地上であるため、ゲームから音楽の方向性を変えることである。「ゲームは主に大地が舞台なので、マリオギャラクシーシリーズのような荘厳で浮遊感のある雰囲気はありません。その代わり、もっとリズミカルで踊りたくなるような雰囲気の音楽を目指しました」と語った。ゲームで使用される生オーケストラのサウンドトラックについて質問された際には、ギャラクシーシリーズで以前行われたことに触れつつ、「その件については続報をお待ちください」と『Destructoid』の記者に伝えた。  
サウンドトラックはクラブニンテンドー会員向けに日本、オーストラリア、ヨーロッパでリリースされ、77曲が2枚のCDに収録されている。

## 発売

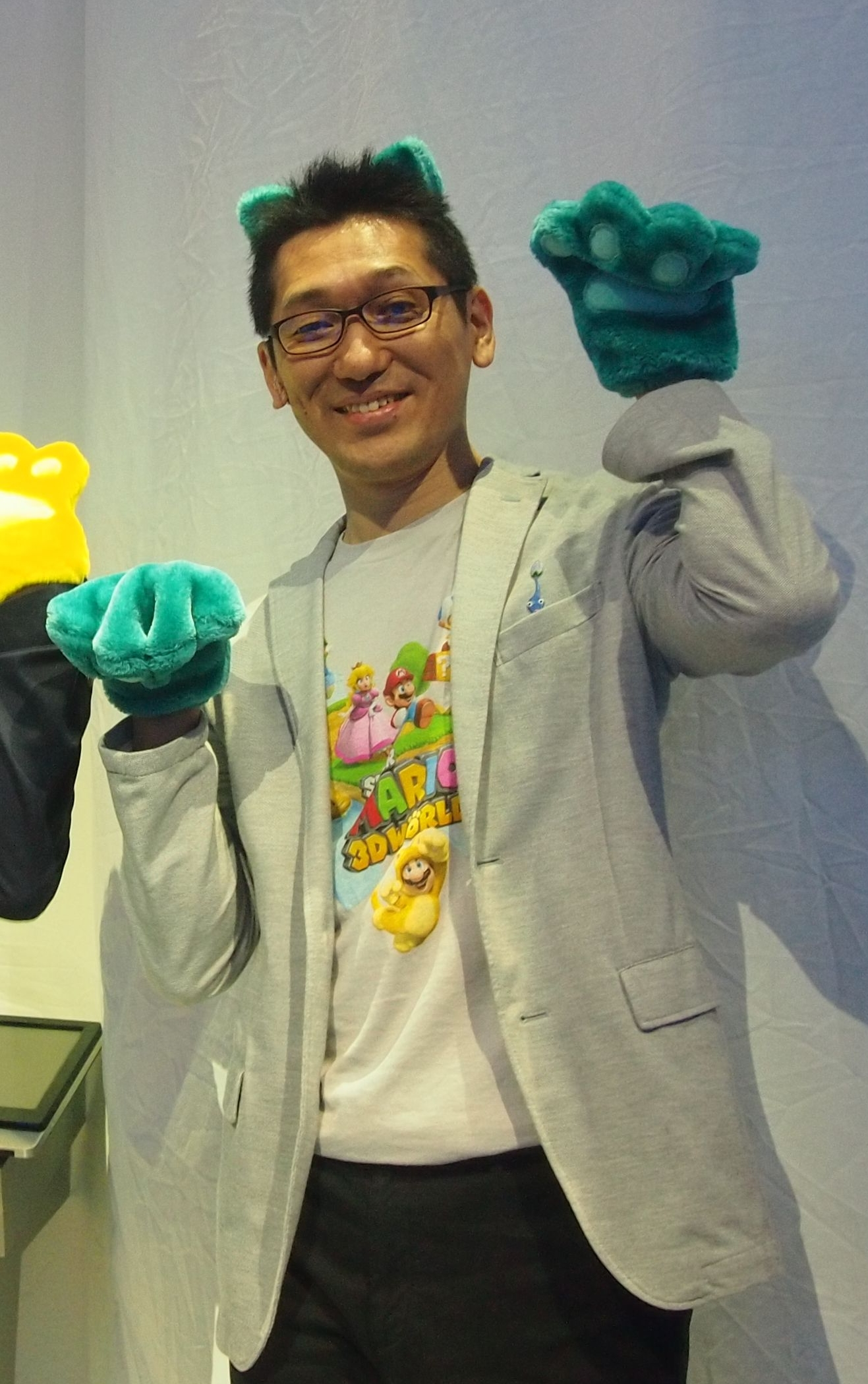
ディレクター林田宏一がE3 2013でゲームを宣伝している様子

2013年1月のNintendo Directで、任天堂はスーパーマリオギャラクシーを手掛けた開発チームが新しい3Dマリオゲームを制作していることを示唆した。このゲームは2013年6月11日、Nintendo DirectのE3 2013にて発表され、暫定的な発売日が2013年11月とされた。日本では2013年11月21日に発売され、北米では2013年11月22日、ヨーロッパでは2013年11月29日、オーストラリアでは2013年11月30日に発売された。

### スーパーマリオ 3Dワールド ＋ フューリーワールド
『スーパーマリオ 3Dワールド ＋ フューリーワールド』（スーパーマリオ スリーディーワールド プラス フューリーワールド、Super Mario 3D World ＋ Fyury World）は、2021年2月12日に発売されたNintendo Switch用ソフト。日本国外でのタイトルは"Super Mario 3D World ＋ Bowser's Fury"（スーパーマリオ スリーディー ワールド プラス バウザーズ フューリー）。
スーパーマリオ 3Dワールドに新モード「フューリーワールド」をはじめとする新要素を追加した移植版。
ゲームソフトとは別途販売で、特別仕様の本体「Nintendo Switch マリオレッド×ブルー セット」が同日に発売された。
3Dワールド本編では、オンラインマルチプレイ機能の実装、新コース追加、ゲームバランスなどの修正が加えられておりWii U版より遊びやすくなっている。「フューリーワールド」では、3Dワールドとは独立しており初期状態からプレイ可能で、タイトル画面から選択できる。
「フューリーワールド」は「ネコの国」全体で展開される3Dワールドを舞台とした箱庭探索型ゲームで、お馴染みの敵にも「ネコの耳」がついており、ネコクリボー、ネコパックン、ネコノコノコ等がいる。また、Wii U版にはいなかったクッパJr.が登場し、狂暴化し「フューリークッパ」になってしまったクッパを元に戻すため、マリオと協力する。
「ルイージブラザーズ」もWii U版同様に条件を満たせばタイトル画面からプレイ可能となっており、本作ではソフト1本で「スーパーマリオ 3Dワールド」「ルイージブラザーズ」「フューリーワールド」の3作が遊べる。

#### ストーリー（フューリーワールド）
ある日散歩をしているマリオは謎の汚れを発見。それを追っていくと、「M」の落書きマークからマリオは落書きの中に吸い込まれてしまう。落書きの中で目覚めると、あらゆるものがネコ化した世界と物々しい雰囲気、そして朽ち果てたクッパ飛行船を目撃し、更には巨大な怪物となって暴れるフューリークッパも現れる。
その危機を何とかやり過ごした先で、クッパJr.と遭遇。彼は急に様子がおかしくなった父親のクッパを救うためマリオに協力を求め、マリオもこれを承諾しタッグを結成。いつもは敵であるクッパJr.と共に、異変の原因を突き止めクッパを救う冒険に出る。

#### 3Dワールドとの違い（フューリーワールド）
『スーパーマリオサンシャイン』などと同じように、カメラの制限がなく自由に動かせる。加えて、フィールドマップはマリオシリーズ初の完全オープンワールドとなっている。3Dワールドに登場したストック可能な変身アイテム全6種を、最大各5個ずつ計30個まで保有可能。AIに基づき、クッパJr.が敵を倒す、コインなどを取るといったサポート行動をオートで行う。サポートレベルは3段階で調節可能。フューリーワールドでは、3Dワールドにあった残機のシステムが撤廃されている。

## 評価
スーパーマリオ 3Dワールドは、Wii U版では「広く絶賛」、Switch版では「概ね好意的なレビュー」を受けたと、レビュー集計サイトメタクリティックによるとされている。本作は、多くのメディアから賞を受賞し、『Eurogamer』、『デジタル・スパイ』、および『MSN UK』から「ゲーム・オブ・ザ・イヤー」に選ばれた。
『ファミ通』は本作に38/40のスコアを与えた。『IGN』のホセ・オテロは、「若々しいエネルギー」を感じさせるビジュアルデザイン、「レベルデザインにおける興味深い挑戦」、「後半ワールドでの狂おしいほどのチャレンジ性」、および「本当に面白く、記憶に残る協力プレイ」を称賛し、本作に9.6/10の評価を与えた。「任天堂が各ワールドにどれだけのエネルギーとゲームプレイ要素を詰め込んだか、その純粋な素晴らしさに驚かされた」と述べた。唯一の欠点として、4人プレイモードでカメラがやや障害になる点を挙げた。『GameTrailers』は本作に9.5のスコアを与え、ゲームプレイとプレゼンテーションを賞賛した一方で、カメラの問題と奇妙な操作の選択を批判した。『GamesRadar』のヘンリー・ギルバートは、強化されたマルチプレイヤー要素や、他のレベルが色あせて見えるほどの素晴らしい瞬間を賞賛し、スコアを4.5/5とした。『Kotaku』のルーク・プランケットは「素晴らしいビデオゲームではあるが、Wii U向けのゲームとしてはそうではない」と述べ、本作そのものを評価しつつ、Wii Uの可能性をあまり活かしていない点を嘆いた。『Giant Bomb』のパトリック・クレペックは、「Worldは古典を何度でも再発明する可能性があることを引き続き証明している」と評価した。
『Anime News Network』のハイディ・ケンプスは本作にA評価を与え、「楽しく、想像力に富み、小さな驚きや喜びで満ちている」と称賛した。『Edge』は本作に9/10の評価をし、「Wii Uの最高のゲーム」とし、「2013年にこれまでで最も次世代的なゲーム」と述べた。マリオは「彼の仲間の能力が特別ではないため、プレイするのが最も楽しいキャラクター」であるとも評価した。『Destructoid』のクリス・カーターは、本作に10/10を与え、「キャッツーツ」（猫のスーツ）などのパワーアップが「これまでになかったプラットフォームの可能性を開く」とし、「ダブルチェリー」により「任天堂が技術的メカニズムにおいて自らの限界を超えた」と称賛した。また、「非常にシャープな」グラフィックスと「私が今まで聞いた中で最高のオリジナルサウンドトラックの一つ」を評価し、「デザインの唯一の欠点はボス戦の選択」であり、任天堂が「ほぼ完璧なプラットフォームデザインのレベルに達した」と記した。『Joystiq』のリチャード・ミッチェルは、本作に5/5を与え、「驚異的な」視覚的職人技、「優れたサウンドトラック」、および「完全な明確性でゴールを伝える芸術的で目的のあるデザイン」を賞賛した。『GameZone』のマイク・スプルヒタは、「複数のキャラクターをプレイでき（スーパーマリオブラザーズ2を思わせる）、素晴らしく気を散らさないマルチプレイヤー要素と、マリオの頭を回転させるほどの新しいパワーアップがあり、非常に楽しい時間を過ごすことができる」と述べ、今までリリースされた最高の3Dプラットフォーマーの1つであると評価した。
『Eurogamer』のクリスチャン・ドンランは本作に10/10を与え、「終わりのない自由な楽しさのゲーム」と表現し、「マリオがどれだけ多くの異なる状況に押し込まれるかを探求する即興的なドライブ」を持っていると評した。この創造性は「豪華で変化に富んだ」サウンドトラックにも引き継がれ、「これは最も巧妙で広範なパスティーシュである」と述べた。『チートコード・センター』のジェンニ・ラダは本作に5/5を与え、「完璧なマリオゲームに最も近いもの、シリーズで下されてきたすべての正しい決定の集大成」と称賛した。『Nintendo World Report』は、本作はクリア後もプレイを続けたくなるマリオゲームであり、Wii Uのキラーアプリになる可能性があると述べ、「幸いにも3Dワールドは単なるマリオの公式の洗練にとどまらず、強力な再イメージである。色と興奮の爆発的なカバルケードであり、非常に考え抜かれたマリオの進化である」と評価した。『エスカピスト』のボブ・チプマンは、本作に星4つの評価を与えたが、やや批判的に、「その小さな配管工が好きなら買いなさい、新しいおもちゃを楽しむなら買いなさいが、驚くべき体験は期待しないでください」と述べた。

### 売上
日本では、ニンテンドーeショップのダウンロード販売を含まない小売店での最初の3日間の販売数は、99,588本に達し、初期出荷量の57%だった。当初、この販売数は低いと見られていたが、その後数週間で強い販売を維持した。2014年1月5日までに、日本の販売数は約40万本に達し、週間トップ10チャートに残り続けた。イギリスでは、『Knack』が13位でデビューしたのに対し、本作は14位でデビューした。アメリカ合衆国では、NPD Groupによると、最初の8日間で215,000本を販売し、トップ10圏外でデビューした。2023年3月31日現在、Wii U版は全世界で589万本を販売し、Wii Uで2番目に売れたゲームとなった。
『Super Mario 3D World + Bowser's Fury』は、イギリスでオリジナル版の約3倍のパッケージ版販売を記録し、同地域で2021年最速の売上となった。日本では、発売初週に250,018本を販売し、最も売れたリテールゲームとなった。アメリカでは、2021年2月に最も売れたゲームとなった。2024年3月31日現在、Switch版は全世界で1,347万本を販売した。両バージョン合わせて、全世界で1,936万本が販売された。

### 影響
本作のキノピオ隊長によるパズルベースのレベルを基にしたスピンオフゲーム『進め! キノピオ隊長』が、日本では2014年11月13日、北米では2014年12月5日、PAL地域では2015年1月に発売された。このゲームは2018年7月13日にNintendo Switchおよびニンテンドー3DS向けに全世界で再発売された。本作は概ね好意的なレビューを受けた。
2014年末、『マリオカート8』向けにダウンロードコンテンツが配信され、キャットピーチとベルカップが追加された。また、『スーパーマリオメーカー2』には、本作の要素がプレイヤーがコースをデザインする際に使用できるアセットとして登場した。
2021年4月には、『大乱闘スマッシュブラザーズ SPECIAL』に『フューリーワールド』キャンペーンから3種類のスピリットが登場した。
『フューリーワールド』の楽曲「Attack! Fury Bowser」は、2023年公開の映画『ザ・スーパーマリオブラザーズ・ムービー』に使用された。